# ラール・マスジド
座標: 北緯33度42分46秒 東経73度05分15秒 / 北緯33.712863度 東経73.087546度

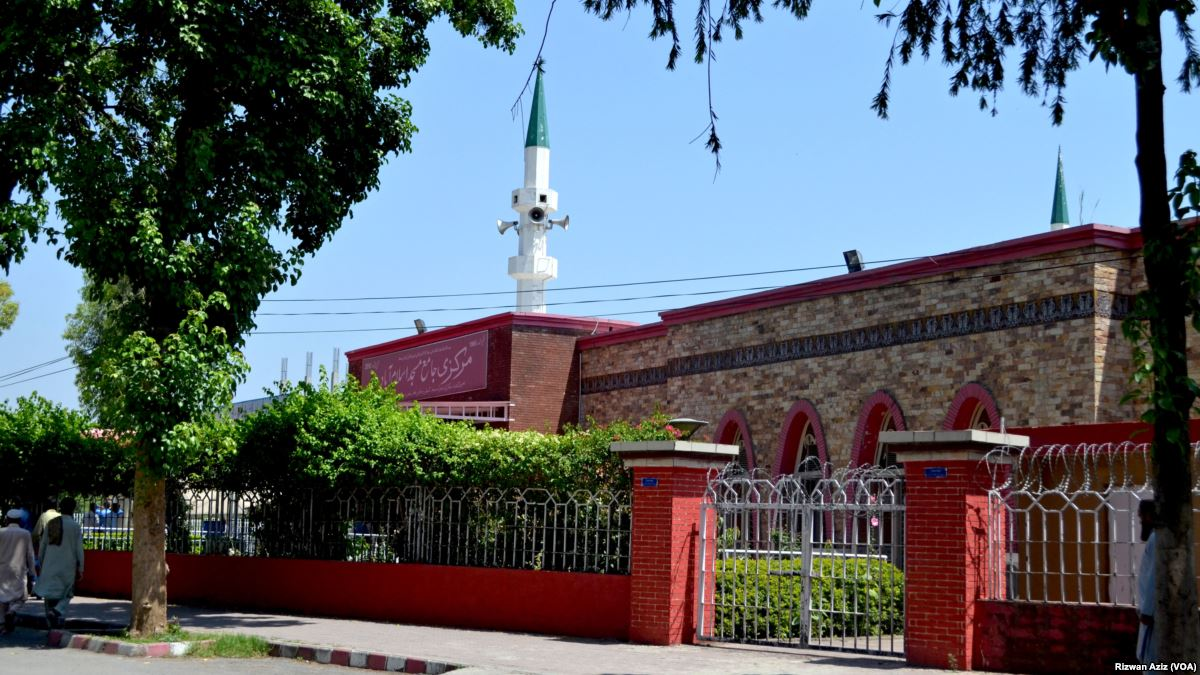

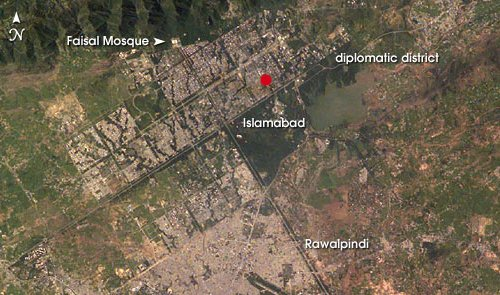
ラール・マズジドの位置（赤点）

ラール・マスジド （英語：Lal Masjid, Red Mosque, ウルドゥー語:لال مسجد ）は、パキスタンの首都イスラマバードにあるモスク。
このモスクの敷地内には、女性のためのマドラサ（宗教学校）「ジャーミヤー・ハフサー」 と、男性のためのマドラサが付設されている。「ラール・マスジド」とは、現地のウルドゥー語などで「赤いモスク」を意味する。なお、後述の立てこもり事件の際に、日本の報道メディアにおいては「ラル・マスジード」という表記も多く見られたが、これは現地語の音韻（短長母音の区別）の観点からは誤った表記だと言える。
同名のモスクがインドのデリー旧市街（オールド・デリー）にも存在するが、このパキスタンのモスクとは無関係である。
2008年7月6日には、付近で自爆テロが発生し、18人の警官と市民1人が死亡した（詳細は英語版を参照）。

## 包囲
2007年7月3日、モスク内にバリケードを築いた武装集団と政府軍との間のにらみ合いは、伝えられるところでは20人以上が死亡する銃撃戦になった。そして、100人以上が負傷した。